# Dirty Rotten Filthy Stinking Rich
Dirty Rotten Filthy Stinking Rich (сокр. D.R.F.S.R) — дебютный студийный альбом американской глэм-метал-группы Warrant, выпущенный 31 января 1989 года на лейбле Columbia Records.

## Об альбоме
«D.R.F.S.R» имел большой успех, породив синглы «Heaven» (№ 2, 1989), «Down Boys» (№ 27, 1989) и «Sometimes She Cries» (№ 20, 1990). [3] Также занял 10-е место в Billboard 200
На обложке, также, как и в видеоклипах «Big Talk» и «D.R.F.S.R», изображен «Кэшли Гвидо Баксли» — высокооплачиваемый, аморальный менеджер инфраструктуры и архетипичный бизнес-психопат. Дизайн обложки принадлежит художнику поп-сюрреализма Марку Райдену.
Первые четыре слова названия альбома, а также шестого трека (англ. Dirty Rotten Filthy Stinkin'...!) были упомянуты во вступлении к треку «Cherry Pie» из второго альбома группы.

## Производство и маркетинг
Гитаристы Эрик Тёрнер и Джоуи Аллен не играли на альбоме, так как все гитарные партии были исполнены бывшим участником Streets и сессионным музыкантом Майком Сламером. Его жена подтвердила это в 1998 году. Аллен даже брал уроки у Сламера после завершения работы над пластинкой.
Продюсер Бо Хилл заявил в интервью 2012 года, что Сламер действительно играл на альбоме.
Бо сказал, что «песни действительно отличные, но я думаю, что мы немного слабы в сольном отделе, и поэтому я хотел бы кого-нибудь пригласить». Бо также заявил, что «все в группе подписались на это, и все делалось над землёй».
Во время записи альбома вокалист Джени Лейн застал свою девушку в постели со своим лучшим другом. Это привело к нервному срыву Джени. Эти события позже будут описаны в треке «I Saw Red».
Выпуск альбома, планировавшийся в октябре 1988 года, был отложен на несколько месяцев, пока Лейн оправлялся. В итоге альбом вышел 31 января 1989 года, за день до 25-летия Джени.
Пластинка была первой, спродюсированной Бо Хиллом, который также исполнил клавишные и бэк-вокал.
Альбом был записан с апреля по июль 1988 года в студии The Enterprise в Бербанке, штате Калифорния.

## Треклист
Примечания взяты из оригинального LP.
Слова и музыка всех песен — Джени Лейн.
| №  | Название                                     | Длительность |
| -- | -------------------------------------------- | ------------ |
| 1. | «32 Pennies»                                 | 3:09         |
| 2. | «Down Boys»                                  | 4:04         |
| 3. | «Big Talk»                                   | 3:43         |
| 4. | «Sometimes She Cries»                        | 4:44         |
| 5. | «So Damn Pretty (Should Be Against the Law)» |              |

| №                   | Название            | Длительность |
| ------------------- | ------------------- | ------------ |
| 5.                  | Без названия        | 3:33         |
| 6.                  | «D.R.F.S.R.»        | 3:17         |
| 7.                  | «In the Sticks»     | 4:06         |
| 8.                  | «Heaven»            | 3:57         |
| 9.                  | «Ridin' High»       | 3:06         |
| 10.                 | «Cold Sweat»        | 3:32         |
| Общая длительность: | Общая длительность: | 37:08        |

| №                   | Название                | Длительность |
| ------------------- | ----------------------- | ------------ |
| 11.                 | «Only a Man» (демо)     | 4:22         |
| 12.                 | «All Night Long» (демо) | 2:42         |
| Общая длительность: | Общая длительность:     | 44:12        |

## Участники записи
Примечания взяты из оригинального LP.
Warrant
- Джени Лейн — ведущий вокал, акустическая гитара в «Heaven»
- Джоуи Аллен — гитара, вокал (указан, но не играл)
- Эрик Тёрнер — гитара, вокал (указан, но не играл)
- Джерри Диксон — бас, вокал
- Стивен Свит — ударные, перкуссия, вокал

Приглашённые музыканты
- Майк Сламер — гитара (играл, но не указан)
- Бо Хилл — клавишные, бэк-вокал
- Бекка Брамлетт — бэк-вокал

Производство
- Бо Хилл — продюсер, инженер, сведение (треки 5, 7, 10)
- Джоэл Стоунер — инженер
- Джон Янсен — сведение (все треки, кроме 5, 7, 10)

## Чарты
| Чарт (1989)                           | Позиция |
| ------------------------------------- | ------- |
| Australian Albums (Kent Music Report) | 72      |
| Канада (RPM Top Albums/CDs)           | 20      |
| США (Billboard 200)                   | 10      |

| Год  | Сингл                 | Чарт                   | Позиция |
| ---- | --------------------- | ---------------------- | ------- |
| 1989 | «Down Boys»           | Mainstream Rock Tracks | 13      |
| 1989 | «Down Boys»           | Hot 100                | 27      |
| 1989 | «Down Boys»           | NZ                     | 50      |
| 1989 | «Heaven»              | Mainstream Rock Tracks | 3       |
| 1989 | «Heaven»              | Hot 100                | 2       |
| 1989 | «Heaven»              | Australia              | 54      |
| 1989 | «Heaven»              | Norway                 | 4       |
| 1989 | «Heaven»              | UK                     | 93      |
| 1989 | «Heaven»              | Canada                 | 5       |
| 1989 | «Big Talk»            | Mainstream Rock Tracks | 30      |
| 1989 | «Big Talk»            | Hot 100                | 93      |
| 1989 | «Big Talk»            | Australia              | 111     |
| 1990 | «Sometimes She Cries» | Mainstream Rock Tracks | 11      |
| 1990 | «Sometimes She Cries» | Hot 100                | 20      |
| 1990 | «Sometimes She Cries» | Canada                 | 27      |

## Сертификации
| Регион                                                      | Сертификация  | Продажи    |
| ----------------------------------------------------------- | ------------- | ---------- |
| Канада (Music Canada)                                       | Платиновый    | 100 000^   |
| США (RIAA)                                                  | 2× Платиновый | 2 000 000^ |
| ^ Данные о тиражах приведены только на основе сертификации. |               |            |